# Mihai Nicoară
Mihai Nicoară (n. 1886, Bătania,  - d. 1947, Timișoara, România) a fost un deputat în Marea Adunare Națională de la Alba Iulia, organismul legislativ reprezentativ al „tuturor românilor din Transilvania, Banat și Țara Ungurească”, cel care a adoptat hotărârea privind Unirea Transilvaniei cu România, la 1 decembrie 1918.

## Biografie
Mihai Nicoară s-a născut în Bătania, în anul 1886. A terminat școala elementară după care a activat ca agricultor. De asemenea a fost și delegat titular al Cercului electoral Bătania, jud. Cenad.
A decedat în Timișoara, în 1947, la vârsta de 61 de ani.